# قائمة المحطات الناقلة لكأس السوبر الأوروبي
كأس السوبر الأوروبي (بالإنجليزية: UEFA Super Cup)‏ هي مباراة تُقام بين بطل دوري أبطال أوروبا وبطل الدوري الأوروبي يحصل الفائز في تلك المباراة على كأس البطولة، وتشرف اليويفا على هذة البطولة وتعتبر كأس السوبر الأوروبي ثالث بطولة للأندية الأوروبية في الوقت الراهن من حيث الأهمية بعد بطولتي دوري أبطال أوروبا والدوري الأوروبي.